# カヒル級コルベット
カヒル級コルベット（英語: Qahir-class corvette）は、オマーン海軍のコルベットの艦級。イギリスのヴォスパー・ソーニクロフト社のヴィジランス型の設計を採用している。ムヒート計画型（Project Muheet）、あるいは83号計画型（Project Type 83）とも称される。

## 来歴
オマーンはアラビア半島の東端に位置し、アラビア海（インド洋）とオマーン湾に面するほか、石油ルートとして著名なホルムズ海峡の航路もオマーン領海内を通ることから、イギリスより小さい程度の小国ながら、海軍力の整備が求められている。特にホルムズ海峡の分離通航帯での航路哨戒は重要任務とされる。ドファール解放戦線に対する対反乱作戦（ドファールの反乱）では、キャラバン隊妨害のための艦砲射撃を行っていたものの、これは有効性が不明瞭で、むしろ地上部隊への後方支援が重要であった。
1980年代より、艦隊の近代化が着手された。まず1980年より、ヴォスパー・ソーニクロフト社のヴィタ型高速戦闘艇4隻が発注され、1982年よりドファール級として就役を開始した。大型水上戦闘艦としては、アメリカ海軍を退役したノックス級フリゲートの取得が検討されたものの、これは実現せず、1992年4月5日、やはりヴォスパー・ソーニクロフト社のヴィジランス型コルベット2隻が発注された。これによって建造されたのが本級である。

## 設計
上記の経緯より、本級はヴィジランス型の設計を採用している。これは同社の輸出用コルベットとしては第2世代にあたる新しい設計であった。設計にあたっては、ステルス性への配慮が全体に導入された。アルミニウム合金製の上部構造物はレーダー反射断面積低減を図った形状となっており、電波吸収体も広範に塗布されている。また煙突には赤外線放射の低減措置が導入された。
主機としては、16気筒のクロスリー-ピルスティク16PA6 V280STCディーゼルエンジン4基をCODAD方式で組み合わせて、KaMeWa社製の可変ピッチ・プロペラを駆動する方式とされた。また電源としては、MTU RV183 TF51ディーゼルエンジンを原動機とする主発電機（出力400キロワット）3基と、MTU 6V183 AA51ディーゼルエンジンを原動機とする非常発電機（出力70キロワット）1基が搭載された。なお燃料搭載量は156トン、清水搭載量は19トンである。減揺装置としてフィンスタビライザーを備えている。

## 装備
分散システム化されたSEWACO-FD戦術情報処理装置を搭載し、リンクYによる戦術データ・リンクに対応したほか、衛星通信装置も搭載された。
レーダーとしては3次元式のMW-08と航法用のケルビン-ヒューズ1007が、また電波探知装置（ESM）としてはDR-3000S1が搭載された。ソナーはもたないが、ATAS曳航ソナーの追加装備を織り込んだ設計となっている。この場合、艦尾側に8トンの重量が追加されることになるが、艦の運動性能の悪化や艦尾甲板のヘリコプター甲板への干渉といった悪影響はないものとされる。
艦砲として、艦首甲板の甲板室上に62口径76mm単装速射砲（76mmスーパーラピッド砲）を備えるほか、艦橋直後両舷に90口径20mm単装機銃（GAM-BO1）を備える。砲の射撃指揮のため、艦橋上にSTING追尾レーダーが設置されている。また後部上部構造物の後端部にはクロタル個艦防空ミサイルの8連装発射機が、DRBV-51Cミサイル射撃指揮装置はその直前に設置された。艦橋直前にはエグゾセM40艦対艦ミサイルの4連装発射筒2基が設置された。対潜兵器はもたないが、上記のATAS曳航ソナーとあわせて、短魚雷発射管の搭載も織り込んだ設計となっている。
艦尾甲板はヘリコプター甲板とされており、シュペルピューマ級のヘリコプターの運用にも対応できる。ただし格納庫はもたない。

## 同型艦
| #    | 艦名                                       | 造船所                                              | 起工          | 進水          | 就役          |
| ---- | ------------------------------------------ | --------------------------------------------------- | ------------- | ------------- | ------------- |
| Q-31 | カヒル・アル・アムワジ SNV Qahir Al Amwaji | ヴォスパー・ソーニクロフト (ウールストン, イギリス) | 1993年5月21日 | 1994年9月21日 | 1996年9月3日  |
| Q-32 | アル・ムアッサー SNV Al Mua'zzar           | ヴォスパー・ソーニクロフト (ウールストン, イギリス) | 1994年4月4日  | 1995年9月26日 | 1997年4月13日 |